# Route impériale 3
De Route impériale 3 of de Paris à Hambourg par Wesel, Munster, Osnabruck et Bremen (Van Parijs naar Hamburg via Wesel, Münster, Osnabrück en Bremen) was een Route impériale in Frankrijk, België, Nederland en Duitsland. De route is opgesteld per keizerlijk decreet in 1811 en lag toen geheel binnen het Franse Keizerrijk. Na de val van Napoleon Bonaparte kwam een deel van de route buiten Frankrijk te liggen. De rest van de route werd later de Franse N31 (tot Reims) en N51 (vanaf Reims).

## Route
De route liep vanaf Soissons via Reims, Charleville-Mézières, Namen, Luik, Maastricht, Roermond, Venlo, Geldern, Münster en Osnabrück naar Hamburg. Tegenwoordig lopen over dit traject de Franse N31 en N51, de Belgische N96, N92, N90, N20 en N79, de Nederlandse N276 en A73 en de Duitse B58, B51 en B65.